# 지역과학
지역과학(地域科學, 영어: regional science)은 특히 도시, 농촌 또는 지역 문제에 대한 분석적 접근과 관련된 사회 과학 분야이다. 지역 과학의 주제에는 위치 이론 또는 공간 경제학, 위치 모델링, 교통, 이주 분석, 토지 이용 및 도시 개발, 산업 간 분석, 환경 및 생태 분석, 자원 관리, 도시 및 지역 정책 분석, 지리적 정보가 포함되지만 이에 국한되지는 않는다. 시스템 및 공간 데이터 분석. 가장 넓은 의미에서 공간적 차원을 가진 모든 사회 과학 분석은 지역 과학자들에 의해 수용된다.

## 기원
지역과학은 1940년대 후반 일부 경제학자들이 낮은 수준의 지역경제 분석에 불만을 품고 이를 고도화할 필요성을 느끼기 시작하면서 설립되었다. 그러나이 초기 시대에도 지역 과학의 창시자들은 다양한 분야의 사람들의 관심을 끌 것으로 기대했다. 지역 과학의 공식적인 뿌리는 월터 이사드(Walter Isard)와 그의 지지자들이 정주, 산업 위치 및 도시 개발에 대한 "객관적" 및 "과학적" 분석을 촉진하기 위한 공격적인 캠페인으로 거슬러 올라간다. 이사드는 주요 대학을 목표로 삼아 끊임없이 캠페인을 벌였다. 이에 따라 지역과학협회는 1954년에 설립되었는데, 이때 핵심 학자 및 실무자 그룹이 처음에 미국경제학회 연례 회의의 세션으로 개최된 회의와는 별도로 첫 번째 회의를 열었다. 독립적으로 모인 이유는 의심할 여지 없이 새로운 과학을 제한적인 경제학자의 세계를 넘어 확장하고 자연과학자, 심리학자, 인류학자, 변호사, 사회학자, 정치학자, 기획자, 지리학자를 클럽에 가입시키려는 그룹의 열망 때문이었다. 현재 RSAI(Regional Science Association International)라고 불리는 이 협회는 하위 국가 및 국제 협회, 저널 및 회의 회로(특히 북미, 유럽 대륙, 일본 및 한국)를 유지한다. RSAI의 회원은 계속 증가하고 있다.

## 같이 보기
- 경제지리학
- 지역경제학
- 지역개발
- 지역계획
- 도시 계획
- 입지론
- 지정학